# Jamal Naji
Jamal Naji (în arabă جمال ناجي; n. 1 noiembrie 1954, Aqabat Jaber⁠(d), Cisiordania, Palestina – d. 6 mai 2018, Amman, Iordania) a fost un romancier iordanian de origine palestiniană care s-a remarcat prin operele sale cu un profund caracter social, concentrându-se pe conflicte și probleme ce au avut un impact major asupra populațiilor din Orientul Mijlociu. Pe lângă romanele distinse cu numeroase premii de-a lungul anilor, Jamal Naji și-a câștigat locul printre autorii de seamă ai lumii arabe prin intermediul povestirilor pe care le-a scris, având astfel o contribuție semnificativă în ceea ce privește dezvoltarea literaturii arabe contemporane.  Jamal Naji este de asemenea recunoscut pentru scenariile redactate în timpul carierei sale, care au fost destinate unor emisiuni televizate.

## Biografie
Jamal Naji Mohammad Esmail, cunoscut în literatură sub numele de Jamal Naji, s-a născut în anul 1954 într-o tabără de refugiați, Aqabat Jaber, aflată în guvernoratul Jericho, în estul Cisiordaniei. Copilăria a petrecut-o în locul natal însă, în anul 1967, ca urmare a Războiului de Șase Zile, Jamal Naji se mută în Amman, Regatul Hașemit al Iordaniei, unde  studiază artele frumoase în cadrul Centrului de Instruire din Amman (Amman Trainig Center), fiindu-i acordată și o diplomă în acest domeniu.
Jamal Naji și-a început cariera în a doua jumătate a anilor '70, lucrând ca profesor într-un sat din Arabia Saudită. Tot acolo a redactat primul său roman, Aṭ-ṭariq ʾilā Balḥāriṯ (Drumul către Balharith), publicat la începutul anilor '80. Până la finalul vieții a continuat să scrie, cu precădere romane și povestiri în limba arabă, fiind ulterior traduse în diverse alte limbi precum engleză, franceză, bulgară, turcă, rusă.
Pe tot parcusul vieții sale, Jamal Naji a încurajat evoluția pe plan cultural și intelectual atât în Iordania, cât și pe teritoriul altor țări din Orientul Mijlociu, ocupând diverse funcții importante în vederea sprijinirii acestui demers. A fost Președintele și Cofondatorul Asociației Scriitorilor Iordanieni (Jordanian Writers' Association) și redactor-șef al revistei culturale Al-Awraq (Al-Awraq Cultural Magazine) din anul 2001 până în 2003, directorul Centrului pentru Studii Intelectuale și Politice (Center for Intellectual and Political Studies) din anul 1995 până în 2004, dar și Președintele Centrului Cultural Arab din Amman (Arab Cultural Center) din anul 2009 până în 2016. A fost membrul unor varii asociații culturale, participând, în același timp, la numeroase conferințe cu dezbateri pe diverse teme literare și intelectuale.
Jamal Naji moare în data de 6 mai 2018 la vârsta de 63 de ani în urma unui infarct în Amman, capitala Regatului Hașemit al Iordaniei, lăsând în urmă capodopere de o importanță incontestabilă pentru literatura arabă contemporană.

## Opera
Opera lui Jamal Naji este inspirată din realitățile prezente în Orientul Mijlociu, alegând să ilustreze prin intermediul scrierilor sale aspecte preponderent referitoare la Palestina și Iordania de după cea de-a doua jumătate a secolului XX. Autorul optează pentru tematici ce au ca element central societatea, punând in evidență ipostaze ce țin de ierarhizarea societății iordaniene și trecerea de la o clasă socială la alta. Dintre scriitorii care au exercitat o influență asupra operelor sale se numără Feodor Dostoievski, Gabriel Garcia Marquez, Herman Hesse, Naguib Mahfouz, Alberto Moravia, Gunter Grass, Erskine Caldwell, Samuel Beckett, Marcel Proust, Edgar Allan Poe.
Într-unul dintre interviuri, în anul 2010, Jamal Naji povestește despre dificulțățile cu care s-a confruntat în ceea ce privește manifestarea sinelui creator și evoluția pe care a resimți-o odată cu trecerea timpulul, căpătând o ușurință când vine vorba de transpunerea ideilor sale pe hârtie.
„Obișnuiam să am ritualuri specifice atunci când scriam, purtam haine lejere, de culoare deschisă și obișnuiam să beau cafea albă și să lucrez noaptea. Dar acum am renunțat la toate aceste obiceiuri și pot scrie chiar dacă sunt înconjurat de zgomot sau dacă mă aflu în mașină. Nu am nici cea mai vagă idee de ce obișnuiam să am toate acele ritualuri.”—Jamal Naji

### Aṭ-ṭariq ʾilā Balḥāriṯ
Primul său roman, Aṭ-ṭariq ʾilā Balḥāriṯ (Drumul către Balharith), a fost publicat în anul 1982 de către Asociația Scriitorilor Iordanieni (Jordanian Writers' Association) și poate fi considerat o expresie a alienării, dat fiind faptul că personajele principale sunt nevoite să își părăsească locul de proveniență cu scopul căutării unor oportunități de muncă, obținând un câștig ce le-ar putea contura un trai decent, eliberându-se astfel de condițiile aspre de viață cu care se confruntă. Sunt prezentate, de asemenea, aspecte ce țin de conviețuirea membrilor comunității nou-formate, iar pe lângă toate acestea, este conturată imaginea protagoniștilor în rolul de martori la prăbușiriea propriilor vise, ca urmare a obstacolelor vieții dificil de surmontat. 
Aṭ-ṭariq ʾilā Balḥāriṯ (Drumul către Balharith) a fost primul roman publicat în Iordania în anii '80. Acesta s-a bucurat de apreciere la scară largă, venită atât din partea cercurilor literare iordaniene, cât si a celor din întreaga lume arabă, fiind o operă ce a stat la baza formării unui nou tip de roman iordanian. 

### ‘Indama Tašyiḫu Al-Ḏiʾāb
Una dintre cele mai elogiate opere ale lui Jamal Naji, decorată cu varii premii de-a lungul anilor, este intitulată ‘Indama Tašyiḫu Al-Ḏiʾāb (Când îmbătrânesc lupii) și a fost publicată de către Ministerul Culturii (Ministry of Culture Publications) din Amman în anul 2008.
Autorul realizează portretul unor personaje care fac parte din clasa de jos, ducându-și traiul în suburbiile sărace ale capitalei, Amman, dar care reușesc să facă un salt colosal în ierarhia socială, câștigând un statut important prin funcția de conducere pe care o ocupă și resursele materiale de care încep să dispună. Însă, în mod evident, o astfel de ascensiune rapidă nu poate fi dobândită decât prin mijloace fără de principii morale, care au la bază înșelătoria pe toate planurile: social, politic, intelectual, religios, matrimonial, moral. Așadar, Jamal Naji construiește în romanul său o lume fondată pe trădare în care personajele acționează ca lupii: fără pic de integritate, recurgând la orice modalitate pentru a-și îndeplini scopul.
Tematicile pe care Jamal Naji le abordează în propria operă sunt considerate a fi controversate și tabu pentru societatea arabă, însă autorul nu găsește vreun impediment în expunerea unor astfel de aspecte referitoare la religie, sex sau politică. Autorul depășește limita dintre ce e bine și ce e rău, ce e permis și ce este interzis intr-o societate arabă, ilustrând probleme precum corupția în plan politic - obținerea unor libertăți folosind drept scut de protecție o funcție politică, pierderea integrității unei familii, atunci când iubirea, tentația și dorința preiau controlul în defavoarea gândirii logice, trasarea propriului destin și recurgerea la orice fel de mijloace cu scopul urmăririi propriului interes. Deși toate personajele se confruntă cu un conflict interior pe care autorul îl expune cititorilor săi, acestea nu par să aibă mustrări ce ar susține o conduită principială, mai ales când toate nelegiuirile făcute îi afectează pe cei nevinovați, păcăliți fiind de aparențele înșelătoare și devenind victime ale fărădelegilor celor răi și ale corupției morale.
Jamal Naji impresionează prin tehnica pe care o alege în vederea construirii romanului său, aceasta fiind cunoscută sub denumirea de polifonie sau utilizarea unor voci multiple, în care opera este împărțită pe mai multe capitole, fiecărui capitol atribuindu-i-se numele unui personaj care joacă și rolul de narator în acea secvență de roman. Astfel, Jamal Naji se depărtează de varianta clasică în care naratorul este omniscient și omniprezent, opera sa având multipli naratori. Ca o consecință a acestui fapt, se remacă diferențele dintre personaje, mediul diferit din care provin, totul datorită modului variat de exprimare pe parcursul capitolelor, dar și a vocabularului întrebuințat.
În același interviu dat în anul 2010, Jamal Naji vorbește despre această tactică pe care a ales-o de construire a romanului său, punând în evidență complexitatea și efortul asiduu pe care un scriitor îl depune pentru obținerea unui astfel de rezultat.
„Nu mi-a fost ușor să scriu romanul deoarece am folosit voci multiple în cadrul narațiunii. Fiecare personaj își are propriul vocabular și propria stare de spirit. Această tehnică este foarte îndrăgită de cititori, dar extenuantă pentru scriitor.”—Jamal Naji
În ceea ce privește traducerea romanului într-o limbă străină, în cazul de față engleză, Wafa Abu Hatab prezintă dificultatea acestui proces datorită specificității conținutului operei lui Jamal Naji, a acestor chestiuni strict caracteristice societății arabe și contextului cultural iordanian. Un prim obstacol al procesului de traducerea este găsirea unor repere culturale care să redea cât mai precis semnificația unor evenimente descrise în textul sursă. Ca de exmplu, romanul ilustrează perioada de urbanizare și industrializare a Iordaniei, astfel, aspectele tipic iordaniene descrise în operă surpind foarte bine această tranziție de la perioada rural-agricolă prin particularitățile culturale care stau la baza lor și care înglobează esența societății iordaniene. De asemenea, stilul sofisticat de redactare al autorului, traducerea expresiilor lingvistice, dar și modalitatea de transfer din arabă a unor referințe culturale precum toponimele sau numele personajelor impun dificultate datorită preciziei cu care acestea trebuie redate, în lipsa unor echivalente în limba de traducere, în vederea conservării valorii estetice ilustrate în opera sursă.
Datorită problematicii pe care o abordează, a structurii particulare și a modalității de redactare, romanul s-a bucurat de aprecieri la scară largă și ca urmare a acestui fapt, Jamal Naji a fost selectat drept canditat pe listele finale la Premiul Internațional pentru Ficțiune Arabă (International Prize for Arabic Fiction) din anul 2010.

### Mawsim Al-Hūriyyat
Ultimul roman pe care Jamal Naji l-a publicat este intitulat Mawsim Al-Hūriyyat (Sezonul Nimfelor) și a apărut în anul 2015 la editura Bloomsbury Qatar Foundation Publishing. Acțiunea romanului este adânc înrădăcinată în realitățile curente, ale secolului XXI, astfel, prin intermediul operei sale, scriitorul încearcă să tragă un semnal de alarmă în ceea ce privește actele de terorism care au luat amploare în ultimii ani, condamnând astfel de evenimente extremiste. Firul narativ poartă cititorul pe teritoriul mai multor țări, printre care Iordania, Franța, Siria, Irak, Afganistan, India și sunt prezentate în cadrul romanului repercusiuni ale Primăverii Arabe și fapte care au dus la apariția războaielor conduse de membrii unor secte, dar și a războaielor în numele religiei.
Romanul lui Jamal Naji oferă o perspectivă a raționamentului după care se ghidează acești instigatori ai actelor de terorism, judecata lor aflându-se în conformitate cu anumite principii, cu intențiile și obiectivele politice pentru care militează. Așa cum este ilustrat și în operă, tehnica celor care provoacă acete evenimente extremiste, cunoscuți sub denumirea de jihadiști, este de a ademeni tineri musulmani pentru a-i îndemna să dea naștere la războaie în numele religiei. Astfel, acești tineri omoară potrivit credinței impuse de jihadiști și a cauzelor în favoarea cărora aceștia pledează, considerând violența ca o modalitate ce aduce schimbarea, pregătindu-se așa pentru viața de apoi.
Prin urmare, titlul romanului face la referire la stereotipul pe care islamiștii radicali îl atribuie tinerilor recruți, aceștia fiind considerați nimfe care se metamorfozează în urma crimelor pe care le comit în numele religiei. Și unul dintre personajele romanului trece prin etape similare, tânăr care se înrolează într-o astfel de comunitate jihadistă ce provoacă nenumărate conflicte, lăsând în urmă râuri de sânge, crime și distrugeri, conform idologiilor după care se ghidează. El duce o viață grea, astfel, mânat de motivația de natură psihilogică, alături de starea de alienare resimtiță ca răspuns la dificultățile cu care se confruntă, decide să intre în rândul jihadiștilor și să se alăture activităților extremiste puse la cale de aceștia.
Asemenea romanului ‘Indama Tašyiḫu Al-Ḏiʾāb (Când îmbătrânesc lupii), tehnica pe care Jamal Naji o folosește este cea a vocilor multiple, care alternează pe parcursul firului narativ. Astfel, situațiile sunt prezentate din mai multe perspective, dând naștere unor monologuri interioare și a fluxului de amintiri, opera impresionând prin complexitatea limbajului, a narațiunii și modalităților de construire a personajelor.

## Premii
•	A câștigat premiul Best Book pentru romanul Waqt (Timp) în anul 1985.
•	A obținut premiul venit din partea Asociației Scriitorilor Iordanieni (Jordanian Writers' Association) în anul 1991.
•	A câștigat preimul pentru creativitate din partea Ministerului de Cultură Iordanian în anul 2007.
•	A fost selectat drept canditat pe listele finale la Premiul Internațional pentru Ficțiune Arabă (International Prize for Arabic Fiction) din anul 2010.
•	A fost selectat drept canditat pe listele finale la Premiul Sheikh Zayed (Sheikh Zayed Prize) din anul 2014.
•	A obținut Prize of the Jordanian State în anul 2015 pentru scrierile sale narative.
•	A câștigat premiul King Abdullah II pentru creativitate literară în anul 2016.